# Adam’s Song
«Adam’s Song» — песня американской рок-группы Blink-182, написанная бас-гитаристом Марком Хоппусом и гитаристом Томом Делонгом для их третьего студийного альбома Enema of the State. Основным автором песни считается Хоппус. Композиция была выпущена как третий и последний сингл с Enema of the State 14 марта 2000 года на лейбле MCA Records. В треке поднимаются темы самоубийства, депрессии и одиночества. Бридж-секция песни включает в себя фортепиано. «Adam’s Song» считается одной из самых серьёзных песен, написанных Blink-182 на тот момент.
На написание песни Хоппуса вдохновило одиночество, которое он испытал во время тура; в то время как у его товарищей по группе были вторые половинки, к которым они могли вернуться домой, он был одинок. На него также повлияло письмо подростка о самоубийстве, которое он прочитал в журнале. Текст песни имеет форму предсмертной записки и содержит аллюзии на песню группы Nirvana «Come as You Are». «Adam’s Song» была одной из последних песен, написанных и записанных для Enema of the State, и включили в альбом в самый последний момент. Хотя Хоппус беспокоился, что тема слишком удручающая, его товарищи по группе приняли его идею. Песня была спродюсирована Джерри Финном.
Песня «Adam’s Song» заняла второе место в чарте Billboard Hot Modern Rock Tracks; она также вошла в топ-25 хитов Канады и Италии, но не повторила успех в других чартах. Композиция получил похвалу от музыкальных критиков, которые сочли его изменение темпа по сравнению с более беззаботными синглами трио. Видеоклип на сингл, ставший хитом на MTV, было снято Лиз Фридлендер. Хотя песня была предназначена для того, чтобы вселить надежду в тех, кто борется с депрессией, она вызвала споры, когда в 2000 году ученик старшей школы «Колумбайн» покончил жизнь самоубийством, когда слушал трек на повторе.

## Предыстория
Дома Тома и Трэвиса всегда ждали подружки, так что им было чего ждать в конце тура. Но мне было нечего ждать, поэтому всегда было так, что я был одинок в туре, а когда я возвращался домой, это не имело значения, потому что для меня там все равно никого не было.
Летом 1997 года, Blink-182 отправились в длительный тур в поддержку своего второго студийного альбома Dude Ranch. Группа отыграла несколько концертов в рамках Vans Warped Tour 1996, лайфстайл-тура, продвигающего скейтбординг и панк-рок. Группа уехала из своего родного города Сан-Диего почти на девять месяцев, начиная с конца 1997 года. Гитарист и вокалист группы Том Делонг вспоминал: «Мы отыграли [наш] самый продолжительный тур, как раз тогда, когда я начал встречаться со своей невестой. Мы все были молодыми и влюбленными, и мне пришлось уйти. Это было типо: „Эй, увидимся через девять месяцев“. Это было действительно тяжело».

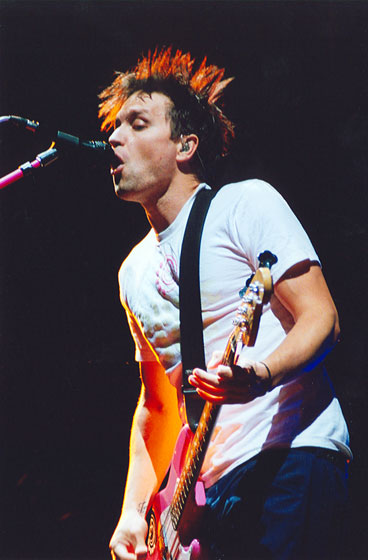
Бас-гитарист Марк Хоппус, автор песни, был вдохновлён предсмертной запиской подростка, а также связанным с гастролями одиночеством

Бас-гитарист Марк Хоппус написал «Adam’s Song», чтобы выразить разочарование и одиночество, которые он испытал во время тура; в то время как у других участников были давние спутницы жизни, к которым они могли вернуться домой, Хоппус был одинок.
Когда ты в туре, тебе так одиноко. Ты тусуешься со всеми своими братанами — это прекрасное время, но все хотят вернуться домой к своим подружкам. И каждый раз, когда мы прилетали домой, у Тома и [бывшего барабанщика] Скотта [Рейнора] всегда в аэропорту ждали девушки, а меня нет. Дело в том, что я пребывал в депрессии и был одинок в туре. Мне действительно было не к кому вернуться домой.Марк Хоппус

## Хит-парады

### Еженедельные чарты
| Хит-парад (2000)                  | Высшая позиция |
| --------------------------------- | -------------- |
| Австралия                         | 72             |
| Германия                          | 98             |
| Италия                            | 21             |
| Канада                            | 20             |
| Новая Зеландия                    | 39             |
| США (Commercial Alternative Cuts) | 1              |
| США (Alternative Songs)           | 2              |
| США (Bubbling Under Hot 100)      | 1              |

| Чарт (2000) | Высшая позиция |
| ----------- | -------------- |
| США)        | 81             |